# Aeroportul Cachoeiro de Itapemirim
Aeroportul Cachoeiro de Itapemirim (IATA: CDI, ICAO: SNKI) este un aeroport din Espírito Santo, Brazilia ce deservește zona Cachoeiro de Itapemirim. Aeroportul a fost tranzitat în 2006 de 38 de pasageri. A fost numit după zona deservită.
Situat la o altitudine de 78 m, aeroportul dispune de 1 pistă.

## Infrastructură

### Piste
Aeroportul dispune de o singură pistă. Pista 6/24 are suprafața de asfalt și dimensiunile 1.200 m × 30 m. 